# Lyndonville
Lyndonville – wieś w Stanach Zjednoczonych, w stanie Vermont, w hrabstwie Caledonia.